# ジョン・コンテ
ジョン・コンテ（John Conteh、1951年5月27日 - ）は、イギリスの男性プロボクサー。イングランド・リヴァプール出身。 元WBC世界ライトヘビー級王者。

## 来歴
1971年10月18日、ロンドンのナショナル・スポーティング・クラブでコンテはプロデビューを果たし初回KO勝ちを収め白星でデビューを飾った。
1971年11月8日、ピエーラ・ミニエールと対戦し5回TKO勝ちを収めた。
1972年1月25日、ロイヤル・アルベルト・ホールでウィルヘルム・ジャンコと対戦し初回TKO勝ちを収めた。
1972年2月15日、ロイヤル・アルベルト・ホールでラリー・シーケスと対戦し初回KO勝ちを収めた。
1972年4月25日、ジョー・グホルストンと対戦し5回TKO勝ちを収めた。
1972年6月6日、ロイヤル・アルベルト・ホールでビリー・アイルドと対戦し8回TKO勝ちを収めた。
1972年9月26日、エンパイア・プールでエディー・ダンカンと対戦し初黒星となる10回判定負けを喫した。
1972年10月31日、ビリル・ドローヴァーと対戦し7回2分24秒TKO勝ちを収めた。
1972年12月5日、ロイヤル・アルベルト・ホールでサム・マクグリルと対戦し9回TKO勝ちを収めた。
1973年1月15日、ノッティンガムのノッティンガム・アイス・スタジアムでデーブ・マシューズと対戦し10回判定勝ちを収めた。
1973年2月14日、テリー・ダニエルスと対戦し7回TKO勝ちを収めた。
1973年3月13日、エンパイア・プールでEBUヨーロッパライトヘビー級王者ルディゲール・スチミドーキと対戦し12回2分28秒TKO勝ちを収め王座獲得に成功した。
1973年5月22日、エンパイア・プールでコモンウェルスイギリス連邦並びにBBBofC英国ライトヘビー級王者で1968年メキシコシティオリンピックミドル級金メダリストのクリス・フィネガンと対戦し15回判定勝ちを収めEBU王座は初防衛、コモンウェルス王座とBBBofC王座獲得に成功した。
1973年9月10日、元WBA世界ライトヘビー級王者ビセンテ・ロンドンとエンパイア・プールで対戦し9回TKO勝ちを収めた。
1973年10月23日、ノッティンガムのアイス・リンク・ノッティンガムでベビー・ボーイ・ロールと対戦し15回判定勝ちを収めコモンウェルス王座の初防衛に成功した。
1973年12月14日、フレド・ルイスと対戦し3回TKO勝ちを収めた。
1974年2月12日、レス・スティーブンスと対戦し10回判定勝ちを収めた。
1974年3月12日、エンパイア・プールでトム・ボッグスと対戦し6回終了時棄権によるTKO勝ちを収めEBU王座の2度目の防衛に成功した。
1974年5月21日、エンパイア・プールでクリス・フィネガンと1年ぶりに対戦し6回TKO勝ちを収めEBU王座は3度目、コモンウェルス王座は2度目、BBBofC王座の初防衛に成功した。
1974年10月1日、エンパイア・プールでボブ・フォスターの王座剥奪に伴い空位となったWBC世界ライトヘビー級王座決定戦でホルヘ・アルマンダと対戦し15回判定勝ちを収め王座獲得に成功した。
1975年3月11日、エンパイア・プールでローニー・ベネットと対戦し5回1分10秒TKO勝ちを収め初防衛に成功した。
1975年8月16日、ウィーリー・テイラーと対戦し10回判定勝ちを収めた。
1976年10月9日、コペンハーゲンのフォーラムでヤクイ・ロペスと対戦し15回3-0(2者が149-145、148-146)の判定勝ちを収め薄氷の2度目の防衛に成功した。
1977年3月5日、故郷リヴァプールのザ・スタジアムでレン・ハンチンスと対戦し3回1分5秒TKO勝ちを収め3度目の防衛に成功した。
1977年5月21日、コンテはWBC世界ライトヘビー級王座を剥奪された。
1978年2月7日、ジョー・コケースと対戦し10回判定勝ちを収めた。
1978年6月17日、ベオグラードのスタディオン・ツルヴェナ・ズヴェズダでWBC世界ライトヘビー級王者メート・パルロフと対戦し15回0-3の判定負けを喫し1年ぶりの王座返り咲きに失敗した。
1978年9月26日、エンパイア・プールでレオナルド・ロドゲルスと対戦し7回1分15秒KO勝ちを収めた。
1979年4月9日、ヘスス・バーネットと対戦し10回判定で引き分けに終わった。
1979年6月4日、イーヴィー・ブラウンと対戦し10回判定勝ちを収めた。
1979年8月18日、アトランティックシティのリゾーツ・インターナショナル・アトランティックシティでWBC世界ライトヘビー級王者マシュー・サード・ムハマドと対戦するが15回0-3(142-146、143-144、141-146)の判定負けに終わり2年3ヶ月ぶりの王座返り咲きに失敗した。
1980年3月29日、アトランティックシティのリゾーツ・インターナショナル・アトランティックシティでWBC世界ライトヘビー級王者マシュー・サード・ムハマドと7ヶ月ぶりに対戦し4回2分27秒TKO負けを喫し約3年ぶりの王座返り咲きに失敗した。
1980年5月31日、ザ・スタジアムでジェームス・ディロンと対戦し5回2分49秒TKO勝ちを収めた試合を最後に現役を引退した。

## 獲得タイトル
- EBUヨーロッパライトヘビー級王座
- コモンウェルスイギリス連邦ライトヘビー級王座
- BBBofC英国ライトヘビー級王座
- WBC世界ライトヘビー級王座（防衛3=剥奪）